# Розанов, Юрий Альбертович
Ю́рий Альбе́ртович Ро́занов (12 июня 1961, Загорск, Московская область — 2 марта 2021, Москва) — российский спортивный телекомментатор, работавший преимущественно на трансляциях футбольных и хоккейных матчей.
Вместе с Сергеем Крабу награждён премией ТЭФИ в номинации «спортивный комментатор/ведущий спортивной программы» в 2012 году.

## Биография
Родился 12 июня 1961 года в Загорске (ныне Сергиев Посад) Московской области. Отец — Альберт Константинович (ум. 2002) — государственный советник юстиции 2-го класса. Мать — Валентина Егоровна (ум. 1994) — родом из Белоруссии, окончила исторический факультет Белорусского государственного университета. Брат — Константин Альбертович.
Назван в честь деда по материнской линии, которого друзья и близкие звали Юрой.
Первые шесть лет своей жизни прожил в Загорске. Обучался в средней школе № 1 города Видное. Занимался футболом, баскетболом, хоккеем, настольным теннисом и стоклеточными шашками. Лучше всего давался настольный теннис: «в силу хорошего перворазрядника, а то и кандидата в мастера спорта играл уже в 13—14 лет». Школу окончил в 1978 году. На рубеже школы и института стал показывать хорошие результаты в баскетболе, но из-за проблем с вестибулярным аппаратом был вынужден прекратить занятия. Учился в Московском энергетическом институте на факультете электронной техники, но не окончил его. До прихода на телевидение пытался найти себя в различных НИИ.
Увлекался «Формулой-1», но прекратил следить за ней в 1995 году после завершения карьеры Найджела Мэнселла. Был болельщиком ЦСКА до 1991 года. Провёл около сотни выездов на гостевые матчи ЦСКА, последний — 11 июня 1991 года на стадион «Раздан», на матч «Арарат» — ЦСКА. Любимыми командами, кроме ЦСКА, считал «Монреаль Канадиенс» и футбольную сборную Нидерландов.
Вместе с Василием Уткиным формировал штат спортивного отдела газеты «Газета», пригласив туда Романа Трушечкина. В дальнейшем также выступал в этом издании со своими статьями. С 2008 года также регулярно выступал со своими статьями в русской версии журнала SportWeek.
В мае 2018 года открыл свою онлайн-школу спортивного комментирования www.rozanovonline.ru. Был назван победителем в номинации «Лучший спортивный комментатор 2018 года» по версии Российской ассоциации спортивных комментаторов (РАСК).

### Телекомментатор
Начинал свою карьеру телекомментатора на «НТВ-Плюс», на который попал через первый конкурс комментаторов в 1996 году. Почти сразу же его, вместе с Владиславом Батуриным, взял к себе в группу Евгений Майоров, они работали вплоть до смерти Майорова — 10 декабря 1997 года. Первым репортажем Розанова была трансляция с хоккейного матча «Динамо» — «Ак Барс» 2 ноября 1996 года. Довольно продолжительное время комментировал только хоккей.
Первым футбольным чемпионатом, на матчи которого его поставили, был чемпионат Голландии. Комментировал чемпионаты Англии (до 2010 года), России, Голландии, Италии и Испании. Работал на трансляциях Чемпионатов мира и Европы 2000, 2002 (оба турнира — из Москвы), 2008 (в том числе и на финале турнира в паре с Василием Уткиным), 2016 и 2018 годов. Также комментировал три финала Лиги Чемпионов УЕФА (в 2006 и 2010 — единолично, в 2016 — в паре с Романом Гутцайтом), финалы молодёжного чемпионата мира по хоккею, финал Кубка мира по хоккею-2004 (в паре с Борисом Майоровым). С 2000 по 2012 год был комментатором гандбола на летних Олимпийских играх. В 2005, 2007 и 2010 годах был членом жюри в конкурсе комментаторов имени Е. А. Майорова. Несколько лет являлся главой редакционного совета «НТВ-Плюс».
В июне 1998 года был ведущим одного выпуска программы «Футбольный клуб на Чемпионате мира-1998» (НТВ). По собственному утверждению, после первого же эфира со своим участием Розанов был на 3 месяца освобождён от работы ведущего руководителем спортивной редакции канала Алексеем Бурковым с формулировкой «по тексту всё было блестяще, но человек не знает азов работы в кадре».
С июня 2002 года некоторое время был ведущим «Новостей спорта» в информационных программах телеканала «ТВС». Также прокомментировал на этом канале игру третьего квалификационного раунда Лиги чемпионов между «Локомотивом» и австрийским ГАКом в августе 2002 года.
В 2010 году главный редактор телеканала «Россия-2» Дмитрий Медников предлагал ему вместе с Василием Уткиным перейти на ВГТРК, но получил отказ. Стал лауреатом премии «ТЭФИ»-2011 в номинации «Лучший спортивный комментатор» в паре с Сергеем Крабу за репортаж с финала молодёжного чемпионата мира по хоккею 2011.
Во время финальной части чемпионата Европы по футболу 2012 ujlf Розанов, как и его коллега Василий Уткин, комментировал матчи чемпионата для украинского телеканала «Футбол».
С 1 сентября 2012 года стал комментатором украинских каналов, входящих в ООО «Медиа Группа Украина»: ТРК «Украина», «Футбол», «Футбол+». Покинул Украину в апреле 2014 года из-за политической ситуации в стране. Благодаря всех своих украинских коллег за сотрудничество, Розанов сказал следующее: «Мне было так хорошо в Украине, как не было нигде лет, наверное, десять. Но сейчас и впрямь я не могу уйти от ежеминутного переживания из-за политической ситуации. Я всегда был (старался быть) вне политики. И счастлив, что Господь дал мне заниматься делом, где это вроде в принципе возможно. В принципе. Но не выходит. И я думаю, что единственная возможность начать комментировать снова — это быть с семьёй. Вот, собственно, и резон главный…».
С мая 2014 года в рамках чемпионата мира по футболу работал на спортивных каналах ВГТРК. Там же комментировал матчи чемпионата мира по хоккею, проходившего в Минске в мае 2014 года. Матчи чемпионата мира по футболу 2014 года в Бразилии комментировал в том числе и для «МегаФона» в паре с Григорием Твалтвадзе. В августе 2014 года был комментатором матчей «Зенита» на телеканале «Санкт-Петербург». В конце августа было объявлено о его возвращении на «НТВ-Плюс». Сезон 2014/2015 комментировал хоккейные матчи на КХЛ ТВ.
С ноября 2015 года являлся комментатором футбольных и хоккейных трансляций на телеканале «Матч ТВ».

### Работа на радио
До 2009 года работал на радио «Спорт» (программы «Наше всё» и «Еврофутбол»), в дальнейшем вплоть до закрытия радиостанции регулярно посещал её эфиры. С 2006 по 30 мая 2014 года вёл передачу «Страсти по футболу» на радио «Маяк» (до сентября 2012 года вёл еженедельно, а после — от случая к случаю). С апреля 2011 по сентябрь 2012 года — также ведущий радиопрограммы «Полевая кухня» по выходным на радио «Вести ФМ» (поочерёдно с Евгением Ловчевым), с марта 2015 по февраль 2016 года — программы «Голевая передача» на этой же радиостанции.

### Озвучивание
Читал закадровый текст в документальных фильмах производства ISL Television «Легенды Чемпионатов мира 1954—1994. Обзор и лучшие моменты Чемпионатов мира по футболу» и «Победители Чемпионата мира по футболу» (версия 2006, студия Viking Video).
Один из пяти комментаторов русских версий игр EA Sports FIFA 2010—2015 (совместно с Василием Уткиным, Василием Соловьёвым).

### Совместные проекты
В 2004 году открыл свою первую интернет-конференцию на сайте болельщиков ЦСКА Red-Army.ru, первый вопрос датирован 8 апреля 2004 года. 11 марта 2008 года конференция переехала на Sports.ru. Являлся постоянным автором еженедельника «Спорт День за днём» до закрытия еженедельника в июне 2012 года.

### Болезнь и смерть
Болел хроническим ларингитом последние 35 лет. С мая по ноябрь 2019 года не выходил в эфир из-за онкологического заболевания (рак лёгких). С 18 ноября 2019 года, продолжая лечение, снова стал периодически работать на хоккейных и футбольных трансляциях.
Скончался 2 марта 2021 года на 60-м году жизни в Москве. Матчи КХЛ, прошедшие 3 марта, а также игры 21 тура РПЛ начинались с минуты молчания в память о Розанове.
Церемония прощания прошла 4 марта в траурном зале Центральной клинической больницы. В тот же день похоронен на Митинском кладбище Москвы.
Был женат, есть дочь.